# Rehamna (província)
A província de Rehamna - ou Rhamna -  é uma subdivisão da região de Marraquexe-Safim de Marrocos, a província é uma região predominantemente rural situada na parte central do país. Tem 5 877 km² de área e em 2004 tinha 288 437 habitantes (densidade: 49,25 hab./km²). No mesmo ano, 80 364 dos habitantes viviam em áreas urbanas e 208 073 em áreas rurais.

## Limites
Os limites da província são:
- Norte: Província de Settat.[2]
- Leste: Província de El Kelaa des Sraghna.[2]
- Sul: Prefeitura de Marrakech.[2]
- Oeste: Província de Sidi Benour.[2]

## História
A província de Rehamna foi criada em 2009 pelo desmembrando da província de El Kelaa des Sraghna. Até a reforma administrativa de 2015 esta província pertencia a extinta região de Marrakech-Tensift-Al Haouz.

## Organização Administrativa
A província de Rehamna está dividida em 2 Municípios e 2 círculos (que por sua vez se dividem em 23 comunas).

### Principais povoações da província
As principais povoações da província são:  Ben Guerir (Município), Sidi Bou Othman (Município e sua principal cidade).